# Listriomastix
Genre
Listriomastix est un genre d'insectes diptères brachycères de la famille des Canacidae.

## Liste des espèces
Selon GBIF (29 janvier 2023) :
- Listriomastix litorea Enderlein, 1909

## Systématique
Le nom valide complet (avec auteur) de ce taxon est Listriomastix Enderlein, 1909.